# Major League Soccer (2018)
Major League Soccer w roku 2018 był dwudziestym trzecim sezonem tych rozgrywek, najwyższej ligi piłki nożnej w Stanach Zjednoczonych i Kanadzie. Sezon zasadniczy rozpoczął się 3 marca 2018 r. I zakończył 28 października 2018 r. Faza play-off rozpoczęła się 31 października 2018 r. I zakończyła 8 grudnia 2018 r. Liga miała dziewięciodniową przerwę na początku czerwca. na Mistrzostwa Świata FIFA 2018, obniżone z poprzednich przerw.
Los Angeles FC dołączyło do ligi jako nowy zespół, a D.C. United zadebiutowało na nowym stadionie piłkarskim Audi Field.
Toronto FC była broniącą tytułu mistrza MLS, jak i tytuł najlepszej drużyny sezonu zasadniczego.
New York Red Bulls po raz trzeci było najlepsze w sezonie zasadniczym ze zdobytymi 71 punktami w jednym sezonie MLS, a Atlanta United FC zdobyło pierwsze mistrzostwo MLS.

## Sezon zasadniczy
Każdy klub rozegrał 34 mecze, w tym 17 u siebie i 17 na wyjeździe. Drużyny zmierzyły się z każdym z przeciwników konferencyjnych dwukrotnie w ciągu sezonu i raz z przeciwnikami spoza konferencji.

### Konferencja wschodnia
| #  | Drużyna                | M  | Z  | R  | P  | Bramki | +/- | Punkty | Uwagi                  |
| -- | ---------------------- | -- | -- | -- | -- | ------ | --- | ------ | ---------------------- |
| 1  | New York Red Bulls     | 34 | 22 | 7  | 5  | 62:33  | 29  | 71     | Play Off – Ćwierćfinał |
| 2  | Atlanta United FC      | 34 | 21 | 7  | 6  | 70:44  | 26  | 69     | Play Off – Ćwierćfinał |
| 3  | New York City FC       | 34 | 16 | 10 | 8  | 59:45  | 14  | 56     | Play Off – 1/8 finału  |
| 4  | D.C. United            | 34 | 14 | 11 | 9  | 60:50  | 10  | 51     | Play Off – 1/8 finału  |
| 5  | Columbus Crew          | 34 | 14 | 11 | 9  | 43:45  | −2  | 51     | Play Off – 1/8 finału  |
| 6  | Philadelphia Union     | 34 | 15 | 14 | 5  | 49:50  | −1  | 50     | Play Off – 1/8 finału  |
| 7  | Montreal Impact        | 34 | 14 | 16 | 4  | 47:53  | −6  | 46     |                        |
| 8  | New England Revolution | 34 | 10 | 13 | 11 | 49:55  | −6  | 41     |                        |
| 9  | Toronto FC             | 34 | 10 | 18 | 6  | 59:64  | −5  | 36     |                        |
| 10 | Chicago Fire           | 34 | 8  | 18 | 8  | 48:61  | −13 | 32     |                        |
| 11 | Orlando City SC        | 34 | 8  | 22 | 4  | 43:74  | −31 | 28     |                        |

### Konferencja zachodnia
| #  | Drużyna                | M  | Z  | R  | P | Bramki | +/- | Punkty | Uwagi                  |
| -- | ---------------------- | -- | -- | -- | - | ------ | --- | ------ | ---------------------- |
| 1  | Sporting Kansas City   | 34 | 18 | 8  | 8 | 65:40  | 25  | 62     | Play Off – Ćwierćfinał |
| 2  | Seattle Sounders FC    | 34 | 18 | 11 | 5 | 52:37  | 15  | 59     | Play Off – Ćwierćfinał |
| 3  | Los Angeles FC         | 34 | 16 | 9  | 9 | 68:52  | 16  | 57     | Play Off – 1/8 finału  |
| 4  | FC Dallas              | 34 | 16 | 9  | 9 | 52:44  | 8   | 57     | Play Off – 1/8 finału  |
| 5  | Portland Timbers       | 34 | 15 | 10 | 9 | 54:48  | 6   | 54     | Play Off – 1/8 finału  |
| 6  | Real Salt Lake         | 34 | 14 | 13 | 7 | 55:58  | −3  | 49     | Play Off – 1/8 finału  |
| 7  | Los Angeles Galaxy     | 34 | 13 | 12 | 9 | 66:64  | 2   | 48     |                        |
| 8  | Vancouver Whitecaps FC | 34 | 13 | 13 | 8 | 54:67  | −13 | 47     |                        |
| 9  | Houston Dynamo         | 34 | 10 | 16 | 8 | 58:58  | 0   | 38     |                        |
| 10 | Minnesota United FC    | 34 | 11 | 20 | 3 | 49:71  | −22 | 36     |                        |
| 11 | Colorado Rapids        | 34 | 8  | 19 | 7 | 36:63  | −27 | 31     |                        |
| 12 | San Jose Earthquakes   | 34 | 4  | 21 | 9 | 49:71  | −22 | 21     |                        |

Aktualne na 17 kwietnia 2019. Źródło:
Zasady ustalania kolejności: 1. liczba zdobytych punktów; 2. różnica zdobytych bramek; 3. większa liczba zdobytych bramek.

## Play off
Wszystkie rundy rozgrywano w formie pojedynczego meczu. Gdy był remis, rozgrywano dogrywkę 2 × 15 minut.

### 1/8 finału
| 131 października 2018 | New York City                                                         | 3:1   | Philadelphia Union                                           |                                                                           |
| 19:00 EDT             | Ismael Tajouri-Shradi 10' · David Villa 26' · Maximiliano Moralez 78' | (2:0) | 83' Cory Burke                                               | Yankee Stadium, Nowy Jork, Nowy Jork Widzów: 15 153 Sędzia: Robert Sibiga |
| 19:00 EDT             | Maxime Chanot 55' · Ben Sweat 71'                                     | (2:0) | 24' Mark McKenzie · 73' Haris Međunjanin · 86' Derrick Jones | Yankee Stadium, Nowy Jork, Nowy Jork Widzów: 15 153 Sędzia: Robert Sibiga |

| 231 października 2018 | FC Dallas                                    | 1:2   | Portland Timbers                                            |                                                                  |
| 20:30 CDT             | Matt Hedges 90+4'                            | (0:1) | 23', 71' Diego Valeri                                       | Toyota Stadium, Frisco, Teksas Widzów: 10 297 Sędzia: Alan Kelly |
| 20:30 CDT             | Maximiliano Urruti 22' · Carlos Gruezo 45+6' | (0:1) | 38' Liam Ridgewell · 45+6' Diego Chará · 58' Larrys Mabiala | Toyota Stadium, Frisco, Teksas Widzów: 10 297 Sędzia: Alan Kelly |

| 31 listopada 2018 | D.C. United                                                                 | 2:2 k. 2:3         | Columbus Crew                                                                 |                                                                  |
| 20:00 EDT         | Frédéric Brillant 21' · Nick DeLeon 116'                                    | (1:1, 1:1, k. 2:3) | 30', 96' Federico Higuaín                                                     | Audi Field, Waszyngton D.C. Widzów: 20 600 Sędzia: Allen Chapman |
| 20:00 EDT         | 45' Federico Higuaín · 105+1' Eduardo Sosa                                  | (1:1, 1:1, k. 2:3) |                                                                               | Audi Field, Waszyngton D.C. Widzów: 20 600 Sędzia: Allen Chapman |
| 20:00 EDT         | · Wayne Rooney · Yamil Asad · Zoltán Stieber · Luciano Acosta · Nick DeLeon | Rzuty karne        | · Federico Higuaín · Wil Trapp · Gyasi Zardes · Niko Hansen · Patrick Mullins | Audi Field, Waszyngton D.C. Widzów: 20 600 Sędzia: Allen Chapman |

| 41 listopada 2018 | Los Angeles FC                           | 2:3   | Real Salt Lake                                                                                          |                                                                                        |
| 19:30 PDT         | Danilo Silva 31' · Christian Ramirez 54' | (1:1) | 21', 58' Damir Kreilach · 69' (sam.) Walker Zimmerman                                                   | Banc of California Stadium, Los Angeles, Kalifornia Widzów: 22 000 Sędzia: Mark Geiger |
| 19:30 PDT         | Carlos Vela 26' · Walker Zimmerman 47'   | (1:1) | 30' Aaron Herrera · 45+2' Jefferson Savarino · 54' Corey Baird · 75' Albert Rusnák · 86' Stephen Sunday | Banc of California Stadium, Los Angeles, Kalifornia Widzów: 22 000 Sędzia: Mark Geiger |

### Ćwierćfinał

#### Para nr 1
| 14 listopada 2018 | Columbus Crew         | 1:0   | New York Red Bulls |                                                                    |
| 15:00 EST         | Gyasi Zardes 61'      | (0:0) |                    | Mapfre Stadium, Columbus, Ohio Widzów: 12 892 Sędzia: Nima Saghafi |
| 15:00 EST         | Milton Valenzuela 31' | (0:0) | 88' Sean Davis     | Mapfre Stadium, Columbus, Ohio Widzów: 12 892 Sędzia: Nima Saghafi |

| 211 listopada 2018 | New York Red Bulls                    | 3:0   | Columbus Crew |                                                                        |
| 19:30 EST          | Alex Muyl 17' · Daniel Royer 73', 76' | (1:0) |               | Red Bull Arena, Harrison, New Jersey Widzów: 22 789 Sędzia: Alan Kelly |

Dwumecz wygrało New York Red Bulls wynikiem 3:1.

#### Para nr 2
| 14 listopada 2018 | Portland Timbers                           | 2:1   | Seattle Sounders |                                                                    |
| 14:30 PST         | Jeremy Ebobisse 17' · Sebastián Blanco 29' | (2:1) | 10' Raúl Ruidíaz | Providence Park, Portland, Oregon Widzów: 21 144 Sędzia: Ted Unkel |
| 14:30 PST         | 85' Gustav Svensson                        | (2:1) |                  | Providence Park, Portland, Oregon Widzów: 21 144 Sędzia: Ted Unkel |

| 28 listopada 2018 | Seattle Sounders                                               | 3:2 k. 2:4         | Portland Timbers                                                                    |                                                                            |
| 19:30 PST         | Raúl Ruidíaz 68', 90+3' · Nicolás Lodeiro 97' (k)              | (0:0, 2:1, k. 2:4) | 78' Sebastián Blanco · 90+3' Dairon Asprilla                                        | CenturyLink Field, Seattle, Waszyngton Widzów: 39 452 Sędzia: Jair Marrufo |
| 19:30 PST         | Osvaldo Alonso 70' · Raúl Ruidíaz 114'                         | (0:0, 2:1, k. 2:4) | 41' Andrés Flores · 96' Diego Valeri                                                | CenturyLink Field, Seattle, Waszyngton Widzów: 39 452 Sędzia: Jair Marrufo |
| 19:30 PST         | · Raúl Ruidíaz · Will Bruin · Osvaldo Alonso · Handwalla Bwana | Rzuty karne        | · Lucas Melano · Diego Valeri · Sebastián Blanco · Liam Ridgewell · Dairon Asprilla | CenturyLink Field, Seattle, Waszyngton Widzów: 39 452 Sędzia: Jair Marrufo |

W dwumeczu padł remis 4:4. O awansie zdecydował konkurs rzutów karnych, który wygrało Portland Timbers wynikiem 2:4.

#### Para nr 3
| 14 listopada 2018 | New York City                                | 0:1   | Atlanta United                                            |                                                                         |
| 19:30 EST         |                                              | (0:1) | 37' Eric Remedi                                           | Yankee Stadium, Nowy Jork, Nowy Jork Widzów: 19 198 Sędzia: Kevin Stott |
| 19:30 EST         | Maximiliano Moralez 10' · Alexander Ring 41' | (0:1) | 7' Eric Remedi · 48' Héctor Villalba · 78' Josef Martínez | Yankee Stadium, Nowy Jork, Nowy Jork Widzów: 19 198 Sędzia: Kevin Stott |

| 211 listopada 2018 | Atlanta United                                   | 3:1   | New York City                                                                           |                                                                            |
| 17:30 EST          | Josef Martínez 25' (k), 83' · Miguel Almirón 42' | (2:1) | 45' Maxime Chanot                                                                       | Mercedes-Benz Stadium, Atlanta, Georgia Widzów: 70 526 Sędzia: Mark Geiger |
| 17:30 EST          | Franco Escobar 44' · Miles Robinson 61'          | (2:1) | 6' Maxime Chanot · 40' Yangel Herrera · 74' Maximiliano Moralez · 88' Alexander Callens | Mercedes-Benz Stadium, Atlanta, Georgia Widzów: 70 526 Sędzia: Mark Geiger |

Dwumecz wygrała Atlanta United wynikiem 4:1.

#### Para nr 4
| 14 listopada 2018 | Real Salt Lake                         | 1:1   | Sporting Kansas City |                                                                                 |
| 20:00 MST         | Albert Rusnák 51'                      | (0:0) | 60' Diego Rubio      | Rio Tinto Stadium, Salt Lake City, Utah Widzów: 14 045 Sędzia: Baldomero Toledo |
| 20:00 MST         | Albert Rusnák 26' · Kyle Beckerman 72' | (0:0) | 76' Diego Rubio      | Rio Tinto Stadium, Salt Lake City, Utah Widzów: 14 045 Sędzia: Baldomero Toledo |

| 211 listopada 2018 | Sporting Kansas City                                              | 4:2   | Real Salt Lake                             |                                                                                      |
| 14:00 CST          | Diego Rubio 14' · Dániel Sallói 19', 90+7' · Ilie Sánchez 67' (k) | (2:0) | 60' Sebastian Saucedo · 72' Damir Kreilach | Children’s Mercy Park, Kansas City, Kansas Widzów: 19 918 Sędzia: José Carlos Rivero |
| 14:00 CST          | Diego Rubio 63' · Roger Espinoza 82'                              | (2:0) | 49' Aaron Herrera · 64' Kyle Beckerman     | Children’s Mercy Park, Kansas City, Kansas Widzów: 19 918 Sędzia: José Carlos Rivero |

Dwumecz wygrało Sporting Kansas City wynikiem 5:3.

### Półfinał

#### Para nr 1
| 125 listopada 2018 | Atlanta United                                                  | 3:0   | New York Red Bulls |                                                                            |
| 17:00 EST          | Josef Martínez 32' · Franco Escobar 71' · Héctor Villalba 90+5' | (1:0) |                    | Mercedes-Benz Stadium, Atlanta, Georgia Widzów: 70 016 Sędzia: Kevin Stott |
| 17:00 EST          | Leandro González Pírez 62'                                      | (1:0) |                    | Mercedes-Benz Stadium, Atlanta, Georgia Widzów: 70 016 Sędzia: Kevin Stott |

| 229 listopada 2018 | New York Red Bulls | 1:0   | Atlanta United |                                                                          |
| 19:30 EST          | Tim Parker 90+4'   | (0:0) |                | Red Bull Arena, Harrison, New Jersey Widzów: 22 137 Sędzia: Jair Marrufo |
| 19:30 EST          | Tim Parker 64'     | (0:0) |                | Red Bull Arena, Harrison, New Jersey Widzów: 22 137 Sędzia: Jair Marrufo |

Dwumecz wygrała Atlanta United wynikiem 3:1.

#### Para nr 2
| 125 listopada 2018 | Portland Timbers | 0:0                                                      | Sporting Kansas City |                                                                        |
| 19:30 EST          |                  |                                                          |                      | Providence Park, Portland, Oregon Widzów: 21 144 Sędzia: Robert Sibiga |
| 19:30 EST          | David Guzmán 36' | 45+1' Seth Sinovic · 66' Matt Besler · 89' Dániel Sallói |                      | Providence Park, Portland, Oregon Widzów: 21 144 Sędzia: Robert Sibiga |

| 229 listopada 2018 | Sporting Kansas City                    | 2:3   | Portland Timbers                                                                                          |                                                                               |
| 21:30 EST          | Dániel Sallói 20' · Gerso Fernandes 81' | (1:0) | 52' Sebastián Blanco · 61', 90+9' Diego Valeri                                                            | Children’s Mercy Park, Kansas City, Kansas Widzów: 20 091 Sędzia: Mark Geiger |
| 21:30 EST          | Diego Rubio 47'                         | (1:0) | 17' Zarek Valentin · 45+5' David Guzmán · 77' Diego Chará · 90+6' Jorge Villafaña · 90+7' Dairon Asprilla | Children’s Mercy Park, Kansas City, Kansas Widzów: 20 091 Sędzia: Mark Geiger |

Dwumecz wygrało Portland Timbers wynikiem 3:2.

### Finał
| 8 grudnia 2018 | Atlanta United                          | 2:0   | Portland Timbers |                                                                           |
| 20:00 EST      | Josef Martínez 39' · Franco Escobar 54' | (1:0) |                  | Mercedes-Benz Stadium, Atlanta, Georgia Widzów: 73 019 Sędzia: Alan Kelly |
| 20:00 EST      | Chris McCann 90+4'                      | (1:0) | 80' Diego Chará  | Mercedes-Benz Stadium, Atlanta, Georgia Widzów: 73 019 Sędzia: Alan Kelly |

## Tabela zbiorcza sezonów 2017 i 2018
Ponieważ Toronto FC wygrało mistrzostwo MLS w sezonie 2017, jedno z miejsc USA w Lidze Mistrzów CONCACAF (2019) musiało zostać przeniesione na zespół z USA z najlepszym łącznym bilansem punktowym w fazach zasadniczych sezonów 2017 i 2018. Jako najwyżej sklasyfikowana drużyna w tabeli, Atlanta United FC, również zakwalifikowała się do Ligi Mistrzów, wygrywając mistrzostwo MLS w sezonie 2018, miejsce w Lidze Mistrzów w tabeli zbiorczej zostało przyznane drugiemu zespołowi, New York Red Bulls. W tabeli nie są uwzględniane drużyny z Kanady.
| #  | Drużyna                | M  | Z  | R  | P  | Bramki  | +/- | Punkty | Uwagi                         |
| -- | ---------------------- | -- | -- | -- | -- | ------- | --- | ------ | ----------------------------- |
| 1  | Atlanta United FC      | 68 | 36 | 16 | 16 | 140:84  | 56  | 124    | Liga Mistrzów CONCACAF (2019) |
| 2  | New York Red Bulls     | 68 | 36 | 19 | 13 | 115:80  | 35  | 121    | Liga Mistrzów CONCACAF (2019) |
| 3  | New York City FC       | 68 | 32 | 19 | 17 | 115:88  | 27  | 113    |                               |
| 4  | Seattle Sounders FC    | 68 | 32 | 20 | 16 | 104:76  | 28  | 112    |                               |
| 5  | Sporting Kansas City   | 68 | 30 | 17 | 21 | 105:69  | 36  | 111    | Liga Mistrzów CONCACAF (2019) |
| 6  | Portland Timbers       | 68 | 30 | 21 | 17 | 114:98  | 16  | 107    |                               |
| 7  | Columbus Crew          | 68 | 30 | 23 | 15 | 96:94   | 2   | 105    |                               |
| 8  | FC Dallas              | 68 | 27 | 19 | 22 | 100:92  | 8   | 103    |                               |
| 9  | Real Salt Lake         | 68 | 27 | 28 | 13 | 104:113 | −9  | 94     |                               |
| 10 | Philadelphia Union     | 68 | 26 | 28 | 14 | 99:97   | 2   | 92     |                               |
| 11 | Houston Dynamo         | 68 | 23 | 26 | 19 | 115:103 | 12  | 88     | Liga Mistrzów CONCACAF (2019) |
| 12 | Chicago Fire           | 68 | 24 | 29 | 15 | 106:105 | 1   | 87     |                               |
| 13 | New England Revolution | 68 | 23 | 28 | 17 | 102:116 | −14 | 86     |                               |
| 14 | D.C. United            | 68 | 23 | 31 | 14 | 91:110  | −19 | 83     |                               |
| 15 | Los Angeles Galaxy     | 68 | 21 | 30 | 17 | 111:131 | −20 | 80     |                               |
| 16 | Minnesota United FC    | 68 | 21 | 38 | 9  | 97:141  | −44 | 72     |                               |
| 17 | Orlando City SC        | 68 | 18 | 37 | 13 | 82:132  | −50 | 67     |                               |
| 18 | San Jose Earthquakes   | 68 | 17 | 35 | 16 | 84:126  | −42 | 67     |                               |
| 19 | Colorado Rapids        | 68 | 17 | 38 | 13 | 67:114  | −47 | 64     |                               |
| 20 | Los Angeles FC         | 34 | 16 | 9  | 9  | 68:52   | 16  | 57     |                               |

## Statystyki
| Pos | Zawodnik                | Drużyna                | [ 22 ] |
| --- | ----------------------- | ---------------------- | ------ |
| 1   | Josef Martínez          | Atlanta United FC      | 31     |
| 2   | Zlatan Ibrahimović      | LA Galaxy              | 22     |
| 3   | Bradley Wright-Phillips | New York Red Bulls     | 20     |
| 4   | Mauro Manotas           | Houston Dynamo         | 19     |
| 4   | Gyasi Zardes            | Columbus Crew          | 19     |
| 6   | Ignacio Piatti          | Montreal Impact        | 16     |
| 7   | Nejmana Nikolić         | Chicago Fire           | 15     |
| 8   | Kei Kamara              | Vancouver Whitecaps FC | 14     |
| 8   | Ola Kamara              | LA Galaxy              | 14     |
| 8   | Carlos Vela             | Los Angeles FC         | 14     |
| 8   | David Villa             | New York City FC       | 14     |

| Pos | Asystent                 | Drużyna             | [ 23 ] |
| --- | ------------------------ | ------------------- | ------ |
| 1   | Bořek Dočkal             | Philadelphia Union  | 18     |
| 2   | Luciano Acosta           | D.C. United         | 17     |
| 3   | Nicolás Lodeiro          | Seattle Sounders FC | 16     |
| 3   | Maximiliano Moralez      | New York City FC    | 16     |
| 5   | Sebastian Giovinco       | Toronto FC          | 15     |
| 5   | Darwin Quintero          | Minnesota United FC | 15     |
| 7   | Miguel Almirón           | Atlanta United FC   | 14     |
| 7   | Julian Gressel           | Atlanta United FC   | 14     |
| 7   | Alejandro Romero Gamarra | New York Red Bulls  | 14     |
| 10  | Tomás Martínez           | Houston Dynamo      | 13     |
| 10  | Ignacio Piatti           | Montreal Impact     | 13     |
| 10  | Carlos Vela              | Los Angeles FC      | 13     |

## Nagrody

### Nagroda miesiąca
| Miesiąc     | Zawodnik         | Drużyna              | Źródło |
| ----------- | ---------------- | -------------------- | ------ |
| Marzec      | Felipe Gutiérrez | Sporting Kansas City | [ 24 ] |
| Kwecień     | Miguel Almirón   | Atlanta United FC    | [ 25 ] |
| Maj         | Zack Steffen     | Columbus Crew        | [ 26 ] |
| Czerwiec    | Adama Diomande   | Los Angeles FC       | [ 27 ] |
| Lipiec      | Josef Martínez   | Atlanta United FC    | [ 28 ] |
| Sierpień    | Josef Martínez   | Atlanta United FC    | [ 29 ] |
| Wrzesień    | Luciano Acosta   | D.C. United          | [ 30 ] |
| Październik | Wayne Rooney     | D.C. United          | [ 31 ] |

### Drużyna sezonu
| Bramkarz               | Obrońcy                                                                | Pomocnicy                                                                                      | Napastnicy                                                                      | Źródło |
| ---------------------- | ---------------------------------------------------------------------- | ---------------------------------------------------------------------------------------------- | ------------------------------------------------------------------------------- | ------ |
| Zack Steffen, Columbus | Kemar Lawrence, Red Bulls Aaron Long, Red Bulls Chad Marshall, Seattle | Luciano Acosta, D.C. United Miguel Almirón, Atlanta Ignacio Piatti, Montreal Carlos Vela, LAFC | Zlatan Ibrahimović, LA Galaxy Josef Martínez, Atlanta Wayne Rooney, D.C. United | [ 32 ] |